# Hélène Schrub
Hélène Schrub est une dirigeante sportive française née en 1982. Elle est directrice générale du Football Club de Metz depuis 2016.

## Biographie
Hélène Schrub est née en 1982. Elle étudie à l'Institut d'études politiques de Paris et au Centre de droit et d’économie du sport à Limoges. En 2005, elle fait un stage au service communication du FC Metz. Elle commence sa carrière professionnelle au Crédit Agricole à Paris mais est rapidement rappelé par le président du club lorrain, Carlo Molinari. Elle gravit les échelons dans l'administration du club lorrain, devenant responsable de la communication, secrétaire générale en 2012, nommée par Bernard Serin et directrice générale le 4 avril 2016. Elle est la seule femme à occuper ce poste dans un club de Ligue 1.
En février 2021, elle figure sur la liste de Noël Le Graët, candidat à sa propre succession au poste de président de la Fédération française de football, le 13 mars suivant,.